# Azé (Saône-et-Loire)
Azé település Franciaországban, Saône-et-Loire megyében. Lakosainak száma 1082 fő (2022. január 1.). Azé Saint-Gengoux-de-Scissé, Blanot, Cluny, Donzy-le-Pertuis, Igé, Péronne és Saint-Maurice-de-Satonnay községekkel határos.

## Népesség
A település népességének változása:
| Lakosok száma | 1030 | 1021 | 1052 | 1046 | 1064 | 1082 | 1083 | 1079 | 1082 |
|               | 2013 | 2015 | 2016 | 2017 | 2018 | 2019 | 2020 | 2021 | 2022 |